# Vosketap
Vosketap (in armeno Ոսկետափ?, fino al 1991 Shirazlu) è un comune dell'Armenia di 5 285 abitanti (2008) della provincia di Ararat.